# Il trionfo del Tempo e della Verità
Das Oratorium Il trionfo del Tempo e della Verità (HWV 46b) ist eine Bearbeitung von La Bellezza Raueduta nell’ Trionfo Del Tempo e del Disinganno, welches Georg Friedrich Händel 1707 während seiner Zeit in Italien komponiert hatte. Von diesem unterscheidet es sich insofern, als es mehr reflektierende Elemente einbezieht. Es stellt größtenteils eine Neuvertonung des kaum veränderten Worttextes von 1707 dar und hat mit der ersten Fassung musikalisch nur drei einfache Rezitative und fünf Musiknummern sowie Passagen bzw. musikalisches Material von sechs weiteren Rezitativen und zehn weiteren Nummern gemein. So besteht es zu mehr als der Hälfte aus vom römischen Werk völlig oder sehr weitgehend unabhängiger Musik und ist nur zu etwa einem Drittel gleich bzw. kaum verändert.
Im Laufe seiner fünfzigjährigen Karriere beschäftigte Händel sich mehrmals mit dem Stoff, sodass dieses Oratorium in drei verschiedenen Fassungen vorliegt. Damit bildet das Werk, mit seinem Hauptthema der Vergänglichkeit irdischer Werte, einen Bogen über seinem gesamten künstlerischen Leben.
1. Fassung: La Bellezza Raueduta nell’ Trionfo Del Tempo e del Disinganno (Die durch den Sieg der Zeit und der Ent-Täuschung geläuterte Schönheit), HWV 46a. Diese komponierte Händel 1707 während seiner Zeit in Italien und führte es vielleicht im Mai oder Juni 1707 im Theater Collegio Clementino in Rom auf. Nachweise für eine Aufführung fehlen allerdings. Das Libretto stammte von Kardinal Benedetto Pamphilj.
2. Fassung: Il trionfo del Tempo e della Verità (Der Triumph der Zeit und der Wahrheit), 1737, HWV 46b.
3. Fassung: The Triumph of Time and Truth (Der Triumph der Zeit und der Wahrheit), HWV 71. Im März 1757 wurde das Oratorium, möglicherweise ohne große Beteiligung des bereits erblindeten Händel, erneut erweitert und überarbeitet. Das Libretto wurde wahrscheinlich vom letzten Textdichter Händels, Thomas Morell, ins Englische übersetzt. Vermutlich stellte Händels Adlatus Johann Christoph Schmidt der Jüngere unter dessen Anleitung die Partitur zusammen.

## Entstehung
Im Frühjahr 1737, als mehrere Opern Händels nacheinander nur mäßigen Erfolg hatten (u. a. Arminio, Giustino, Berenice) und die Konkurrenzsituation mit der Adelsoper im King’s Theatre geschäftlich bedrohlich wurde, bezog er wieder Oratorienaufführungen in seinen Spielplan am Covent Garden Theatre ein, um den finanziellen Ruin seiner dritten Opernakademie abzuwenden. In der Fastenzeit war es den Akademien verboten, mittwochs und freitags Opern aufzuführen. Händel setzte für diese Tage deshalb Wiederaufnahmen von Oratorien und Serenaten wie Il Parnasso in festa, Das Alexanderfest oder  Esther an. So kam auch die Idee auf, dreißig Jahre nach seiner Erstkomposition des Stoffes das „Entertainment of Musick“ (so die Ankündigung) Il Trionfo in London anzubieten. Dafür überarbeitete Händel die Fassung von 1707 grundlegend und änderte die Einteilung von zwei auf drei Teile. Dies machte es nötig, am jeweiligen Beginn und Ende eines Teils neue Sätze, Sinfonias und Chöre zu schreiben. Letztere entlehnte Händel zum Teil seinem Wedding Anthem HWV 263 Sing unto God (Nr. 1, 3, 25). Außerdem erweiterte er die Instrumentation um Blechbläser: Trompeten, Pauken und Hörner. Als Daten der Umarbeitung gab Händel im Autograph an: „London angefangen ohngefehr den 2 March 17[37]“ sowie „Fine dell’Oratorio G. F. Handel London March 14 1737“.
Am 23. März 1737 erfolgte die erste Aufführung der Neufassung im Covent Garden Theatre mit vermutlich folgender Besetzung:
- Bellezza – Anna Maria Strada del Pò (Sopran)
- Piacere – Gioacchino Conti, genannt „Gizziello“ (Soprankastrat)
- Disinganno – Maria Caterina Negri (Alt)
- Tempo: – Domenico Annibali (Altkastrat)

Weitere Aufführungen fanden am 25. März sowie am 1. und 4. April 1737 und am 3. März 1739 mit teilweise neuer Besetzung statt. Händel vermerkte die Namen der Sopranistin Davis und des Bassisten Thomas Reinhold, für den die Partie des Tempo von der Alt- in die Basslage eingerichtet wurde. Händel spielte, wie es seit ein paar Jahren seine Gewohnheit war, ein Orgelkonzert (HWV 292), welches vor dem Schlusschor platziert wurde und dessen letzter Satz Allegro mit dem Alleluja (Nr. 36) motivisch verknüpft ist.
Auch die Aufführung 1739 wurde in der „London Daily Post“ vom 3. März dieses Jahres mit solchen Einfügungen angekündigt:

“AT the KING’s THEATRE in the HAY-MARKET, this Day, March the 3d, will be reviv’d an ORATORIO, call’d Il Trionfo del Tempo & della Verita. With several Concerto’s on the Organ, and other Instruments. Pit and Boxes to be put together, and no Persons to be admitted without Tickets, which will be deliver’d this Day, at the Office in the Hay-Market, at Half a Guinea each. Gallery 5 s. The Gallery will be open’d at Four, and Pit and Boxes at Five. To begin at Six o’Clock.”

„Im KING’S THEATRE am HAYMARKET wird heute, am 3. März, ein ORATORIUM mit dem Titel Il Trionfo del Tempo & della Verità wiederaufgeführt. Mit mehreren Konzerten auf der Orgel und anderen Instrumenten. Parkett und Logen werden zusammengefasst und es wird kein Einlass ohne Eintrittskarten gewährt. Diese werden heute im Büro im Haymarket für jeweils eine halbe Guinee verkauft. Galerie 5 Schilling. Die Galerie wird um 16 Uhr geöffnet, Parkett und Logen um 17 Uhr. Beginn um 18 Uhr.“

Die erste Wiederaufführung der zweiten Fassung des Oratoriums in der Originalversion, italienischer Sprache und in historischer Aufführungspraxis gab es in der Neuzeit im Kloster Eberbach (Eltville am Rhein) am 31. Mai 1998 mit der Jungen Kantorei und dem Barockorchester Frankfurt unter der Leitung von Joachim Carlos Martini.

## Libretto

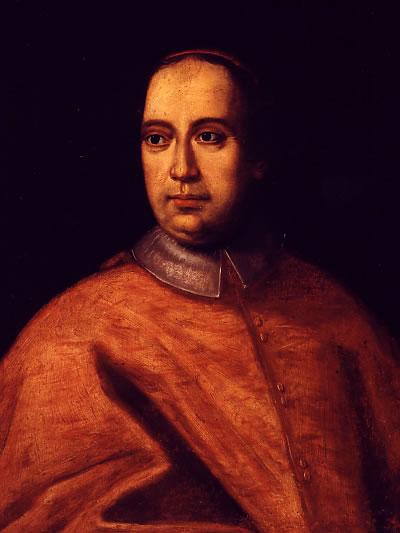
Benedetto Pamphilj

Als Librettist von 14 weiteren Oratorien und über 80 pastoralen und moralischen Kantaten besaß Benedetto Kardinal Pamphilj große Erfahrung in der Schöpfung von Worten und Musik. Wie man von einem solchen Feinschmecker dieser Künste erwarten darf, ist das Textbuch des Il trionfo ein kunstvoll konstruiertes Werk, welches sich in der Anlage auf viele musikalische Vorbilder bezieht. Hier sei dazu an erster Stelle Cavalieris Oratorium Rappresentatione di Anima, et di Corpo von 1600 mit ihren allegorischen Figuren Anima (Die Seele), Corpo (Der Körper), Intelletto (Der Geist), Consiglio (Der gute Rat), Tempo (Die Zeit), Piacere (Das Vergnügen), Vita mondana (Das irdische Leben), Mondo (Die Welt), u. a. genannt.
Das damalige Publikum war also mit den oft kryptischen oder voller Anspielungen steckenden Bildern in Il trionfo und der Art, wie Pamphilj sie oft sogar mehrdeutig verwendete, vertraut. Neben diesem Reichtum an Bedeutungen und Anspielungen bietet Il trionfo auch ein Kaleidoskop menschlicher Psychologie. Kardinal Pamphilj wuchs unter Jesuiten auf und wurde später ein erfahrener Beichtvater. Als Seelen-Fischer und mit seiner Erfahrung, wie man sich etwa einem widerspenstigen Ungläubigen, Agnostiker oder Sünder nähern kann, gab er Händel, der selbst schon in seinen jungen Jahren imstande war, in seinen Kantaten menschliche Psychogramme zu entwerfen, eine Geschichte von der Entwicklung eines jungen Menschen an die Hand.
Händel hat den Text Pamphiljs für seine Überarbeitung von 1737 weitgehend beibehalten. Wer die Veränderungen vorgenommen und die neuen Texte der eingefügten Nummern geliefert hat, bleibt vorerst unbekannt.
Dem Londoner Publikum wurde ein Libretto-Heft gegeben, welches auch eine englische Übersetzung von George Oldmixon enthielt, die zwanzig Jahre später, 1757, die textliche Grundlage für Händels dritte Fassung des Oratoriums The Triumph of Time and Truth werden sollte.

## Handlung

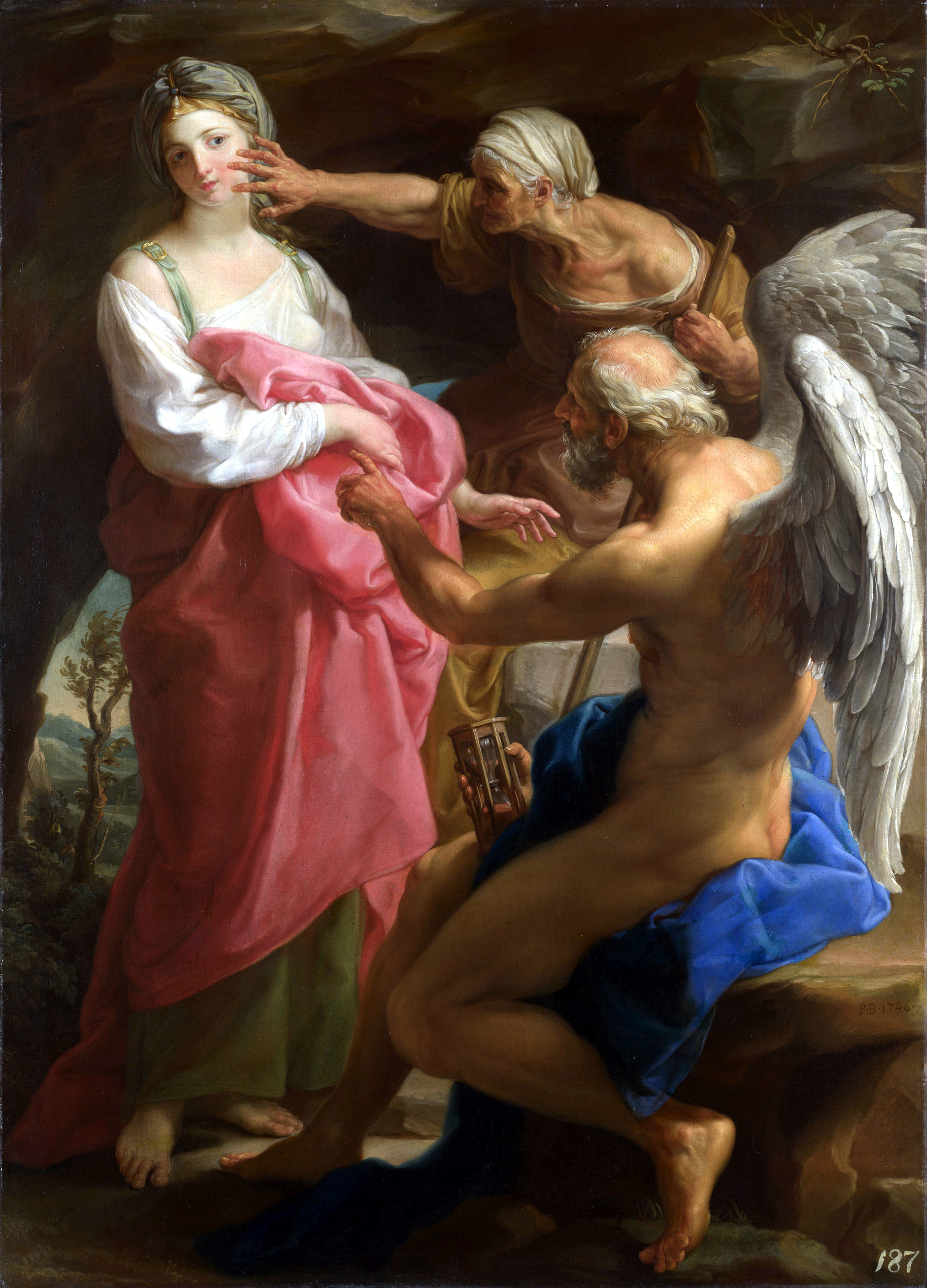
Pompeo Girolamo Batoni – Die Zeit befiehlt dem Alter, die Schönheit zu zerstören.

Im Ablauf geht es weniger um eine erzählte Geschichte oder Handlung der vier Personen oder Allegorien, sondern um eine Streitfrage: Sollte die junge „Schönheit“ sich ganz dem „Vergnügen“ hingeben oder sich schon früh, ermahnt von der „Zeit“ und der „Wahrheit“ (wörtlich: Ent-Täuschung), auf ihre Vergänglichkeit und wahre Werte besinnen? Als die Schönheit dem Vergnügen Treue schwört, weiß sie dennoch schon um ihre Vergänglichkeit und die Macht der Zeit, die jeder Blick in den „getreuen Spiegel“ offenbart. Die Zeit und die Wahrheit haben daher mit ihren Hinweisen auf den Lebenszyklus der Menschen und den Inhalt ihrer Gräber leichtes Spiel. Die Schönheit weist bald die Täuschungen des Vergnügens zurück, trennt sich von sinnlichen Freuden und bekehrt sich zum wahren Vergnügen der Einsicht in die himmlischen Wahrheiten, wo die Tränen der Gerechten zu Perlen werden. Sie beschließt daher, den Rest ihres Lebens in einer Einsiedelei oder einem Kloster zu verbringen.

## Musik
Der musikalische Stil entspricht dem, den Händel aus seiner Zeit an der Hamburger Oper am Gänsemarkt und von den zeitgenössischen italienischen Oratorien kannte. Es handelt sich im Grunde um ein geistliches „dramma per musica“ mit abwechselnden Secco-Rezitativen und Da-capo-Arien sowie einigen Accompagnato-Rezitativen, Duetten und Quartetten. Neu hinzugekommen sind fünf Chöre.
Händels Musik ist ausgesprochen abwechslungsreich. Klein besetzte Stücke wechseln sich mit Arien mit obligaten Soloinstrumenten ab, ruhigere Teile folgen auf hochvirtuose, rhythmisch angeschärfte Gesangsakrobatik. Bei den neu eingefügten Teilen bediente er sich nicht nur bei sich selbst (Wedding Anthem), sondern auch am „Harmonischen Gottesdienst“ seines Freundes Georg Philipp Telemann und dem Passionsoratorium „Kommt her und schaut“ von Carl Heinrich Graun.
In Band 24 der Ausgabe der Werke Händels der Deutschen Händelgesellschaft von 1866 druckte Friedrich Chrysander im vorderen Teil die erste Fassung des Oratoriums HWV 46a, hier mit dem Titel „IL TRIONFO DEL TEMPO | Roma | circa 1708“ ab. Im hinteren Teil erscheinen unter dem Titel „IL TRIONFO DEL TEMPO | Londra | 1737“ auf lediglich 22 Seiten einige Auszüge aus der zweiten Fassung, HWV 46b: zehn Musiksätze und sechs Rezitative, also nur ein Bruchteil des Werkes. Für die fehlenden Teile verweist Chrysander auf den Band 20, in welchem die dritte, englische Fassung (HWV 71) des Stückes (von 1757) abgedruckt ist. Aber auch mit diesen Verweisen bleibt Chrysanders zweite Fassung unvollständig, denn es fehlen einige Sätze völlig und natürlich unterscheiden sich die italienischsprachigen Nummern (1737) von den parallelen Stücken, welche mit englischem Text vertont wurden (1757). Insofern bleibt die Werkgestalt von HWV 46b bei Chrysander im Dunkeln.

## Struktur des Oratoriums (1737)
Sinfonia. (2 Ob, Str, BC)

### Parte prima
| 1. Coro. (2 Ob, 2 Trp, Pk, Str, BC) Solo al goder aspira il nostro cor                  |
| Recitativo. Bellezza Qual veggo il moi sembiante                                        |
| 2. Aria. Bellezza (Ob, 2 Vl, BC) Fido specchio!                                         |
| Recitativo. Piacere, Bellezza Io che sono il Piacere                                    |
| 3. Aria. Piacere (2 Vl, BC) Fosco genio                                                 |
| Recitativo. Tempo, Disinganno Ed io che il Tempo sono                                   |
| 4. Aria. Disinganno (2 Vl, BC) Se la bellezza perde vaghezza                            |
| Recitativo. Piacere, Bellezza, Tempo, Disinganno Dunque si prendan l'armi               |
| 5. Aria. Bellezza (2 Vl, BC) Una schiera di piaceri                                     |
| Recitativo. Tempo I colossi del sole per me cadderò a terra                             |
| 6. Aria. Tempo (2 Vl, BC) Urne voi, che racchiudete                                     |
| 7. Coro. (2 Ob, Fg, 2 Vl, BC) Son larve di dolor / E nulla più restò                    |
| Recitativo. Piacere Sono troppo crudeli i tuoi consigli                                 |
| 8. Duetto. Bellezza, Piacere (2 Ob, Str, BC) Il voler nel fior degl’anni fra fl’affanni |
| Recitativo. Disinganno, Bellezza                                                        |
| 9. Aria. Bellezza (2 Ob, Str, BC) Un pensiero nemico di pace                            |
| Recitativo. Disinganno, Piacere, Bellezza Folle tu nieghi il tempo                      |
| 10. Aria. Bellezza (2 Ob, Str, BC) Nasce l’uomo, ma nasce bambino                       |
| 11. Coro. (2 Ob, 2 Hr, 2 Trp, Str, BC) L’uomo sempre se stesso di strugge               |

### Parte seconda
| 12a. Concerto. (2 Ob, Str, Org, BC)                                                                 |
| Recitativo. Piacere Questa è la Reggia mia                                                          |
| 13a. Sonatina. (Vl-Solo, BC)                                                                        |
| Recitativo. Bellezza Taci, qual suono ascolto!                                                      |
| 14a. Aria. Piacere (Str, BC) Un leggiadro giovinetto bel diletto                                    |
| Recitativo. Bellezza Ha nella destra l'ali                                                          |
| 15. Aria. Bellezza (Str, BC) Venga il Tempo, e con l’ali funeste                                    |
| 16. Aria. Disinganno (2 Ob, Str, BC) Crede l’uom ch’egli riposi                                     |
| Recitativo. Tempo, Bellezza Tu credi che sia lungi                                                  |
| 17. Aria. Tempo (2 Vl, BC) Folle, dunque tu solo presumi                                            |
| Recitativo. Disinganno, Tempo La reggia del piacer vedesti or viene                                 |
| 18. Quartetto. Bellezza, Piacere, Disinganno, Tempo (2 Ob, Str, BC) Se non sei più ministro di pene |
| Recitativo. Tempo Se del falso piacere vedesti                                                      |
| 19. Aria. Piacere (2 Ob, Str, BC) Chiudi i vaghi rai                                                |
| Recitativo. Tempo In tre parti divise                                                               |
| 20. Aria. Bellezza (Ob, 2 Vl, BC) Io sperai trovar nel vero                                         |
| Recitativo. Piacere Tu vivi in van dolente                                                          |
| 21a. Aria. Piacere (2 Ob, Str, BC) Tu giurasti di mai non lasciarmi                                 |
| Recitativo. Disinganno, Bellezza Io giurerei che tu chiudesti i lumi                                |
| 22. Aria. Disinganno (Fl, 2 Vl, BC) Più non cura valle oscura                                       |
| Recitativo. Tempo È un ostinato errore                                                              |
| 23. Aria. Tempo (2 Vl, BC) È ben folle quel nocchier                                                |
| Recitativo. Bellezza Dicesti il vero                                                                |
| 24. Quartetto. Bellezza, Tempo, Disinganno, Piacere (2 Ob, Str, BC) Voglio Tempo per risolvere      |
| 25. Coro. (2 Ob, Str, BC) Pria che sii converta in polve                                            |

### Parte terza
| 26. Sinfonia. (2 Ob, Str, BC)                                                  |
| Recitativo. Bellezza, Disinganno Presso la reggia ove il piacer risiede        |
| 27. Aria. Piacere (2 Ob, Str, BC) Lascia la spina, cogli la rosa               |
| Recitativo. Bellezza, Disinganno Con troppo chiare note                        |
| 28. Aria. Bellezza (Str, BC) Voglio cangior desio                              |
| Recitativo. Bellezza, Piacere, Disinganno Or che tiene la destra               |
| 29. Aria. Disinganno (2 Ob, 2 Vl, BC) Chi già fu del biondo crine              |
| Recitativo. Bellezza Ma, che veggio, che miro?                                 |
| 30. Aria. Bellezza (2 Ob, Str, BC) Ricco pino, nel cammino                     |
| 31. Recitativo accompagnato. Bellezza (Str, BC) Sì, bella penitenza            |
| 32. Aria. Tempo (2 Vl, BC) Il bel pianto dell’aurora che s’indora              |
| Recitativo. Bellezza Piacer, che meco già vivesti                              |
| 33. Aria. Piacere (2 Ob, Str, BC) Come nembo che fugge col vento               |
| 34. Recitativo accompagnato. Bellezza (Str, BC) Orse la verità del sole eterno |
| 35. Aria. Bellezza (Ob, Str, BC) Quel del ciel ministro eletto                 |
| Concerto per l’organo e poi l’Alleluja. (Org, 2 Ob, Str, BC)                   |
| 36. Coro. (2 Ob, 2 Hr, Str, BC) Alleluja, alleluja                             |

## Orchester
Zwei Traversflöten, zwei Oboen, Fagott, zwei Hörner, zwei Trompeten, Pauken, Carillon (nur 1739), Streicher, Orgel und Basso continuo (Violoncello, Laute, Cembalo).

## Diskografie
- Naxos 8.554440-42 (1998): Claron McFadden (Bellezza), Elisabeth Scholl (Piacere), Peer Abilgaard (Disinganno), Nicholas Hariades (Tempo)
Junge Kantorei und Barockorchester Frankfurt; Dir. Joachim Carlos Martini (180 min, live)